# Helictopleurus nigritulus
Helictopleurus nigritulus är en skalbaggsart som beskrevs av Lebis 1960. Helictopleurus nigritulus ingår i släktet Helictopleurus och familjen bladhorningar. Inga underarter finns listade i Catalogue of Life.